# Bulbophyllum fenixii
Bulbophyllum fenixii là một loài phong lan thuộc chi Bulbophyllum.